# Veliko Gradište
Veliko Gradište (in serbo Велико Градиште?) è una città e una municipalità del distretto di Braničevo nel nord-est della Serbia centrale. È situata sulla riva destra del Danubio, e sulla riva sinistra del fiume Pek.

## Municipalità
La municipalità di Veliko Gradište comprende la città di Veliko Gradište e i seguenti villaggi:
| - Biskuplje - Carevac - Češljeva Bara - Desine - Doljašnica - Đurakovo - Garevo - Kamijevo - Kisiljevo - Kumane | - Kurjače - Kusiće - Ljubinje - Majilovac - Makce - Ostrovo - Pečanica - Popovac - Požeženo - Ram | - Sirakovo - Srednjevo - Topolovnik - Tribrode - Zatonje |  |

## Galleria d'immagini

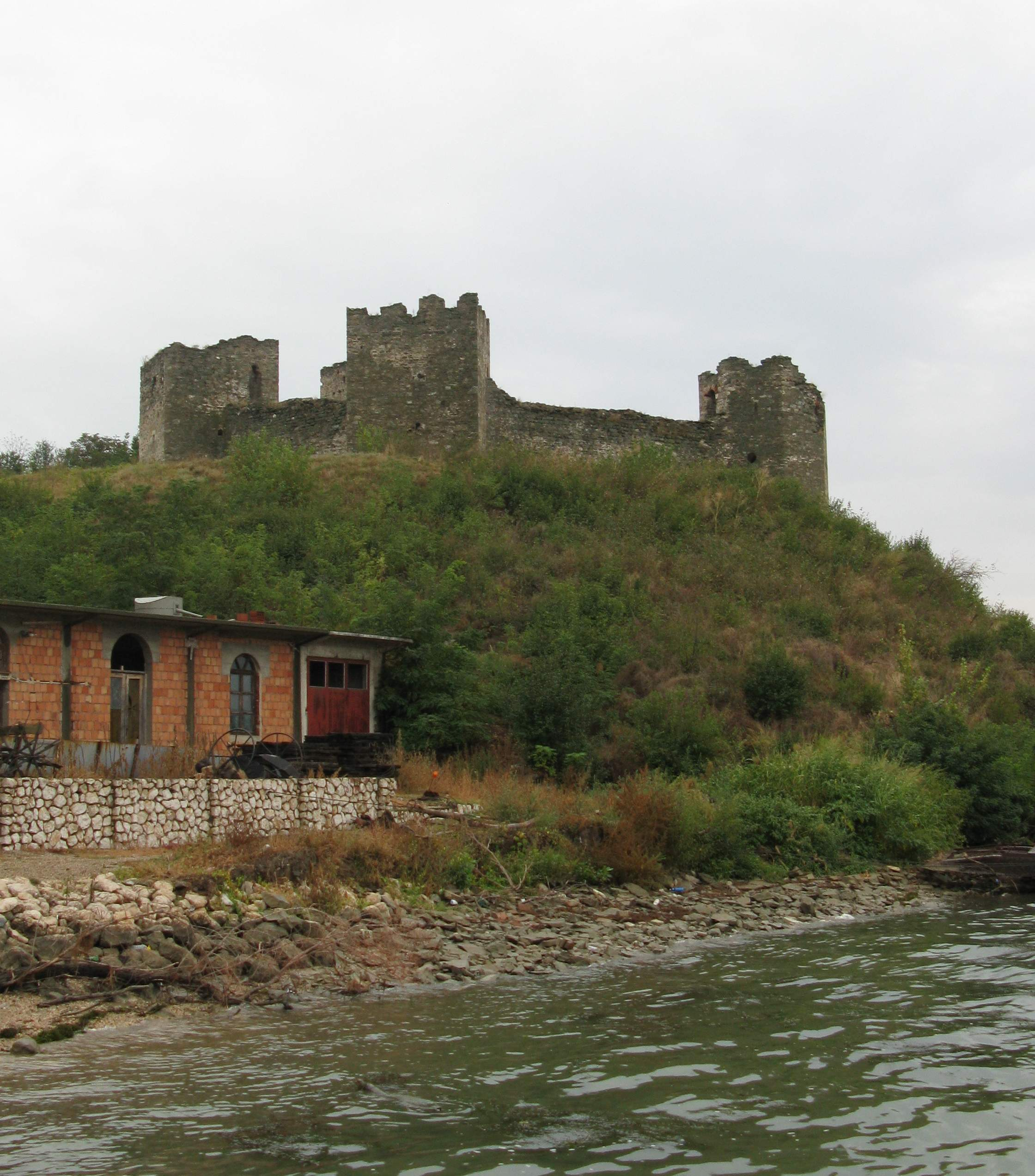
Fortezza di Ram
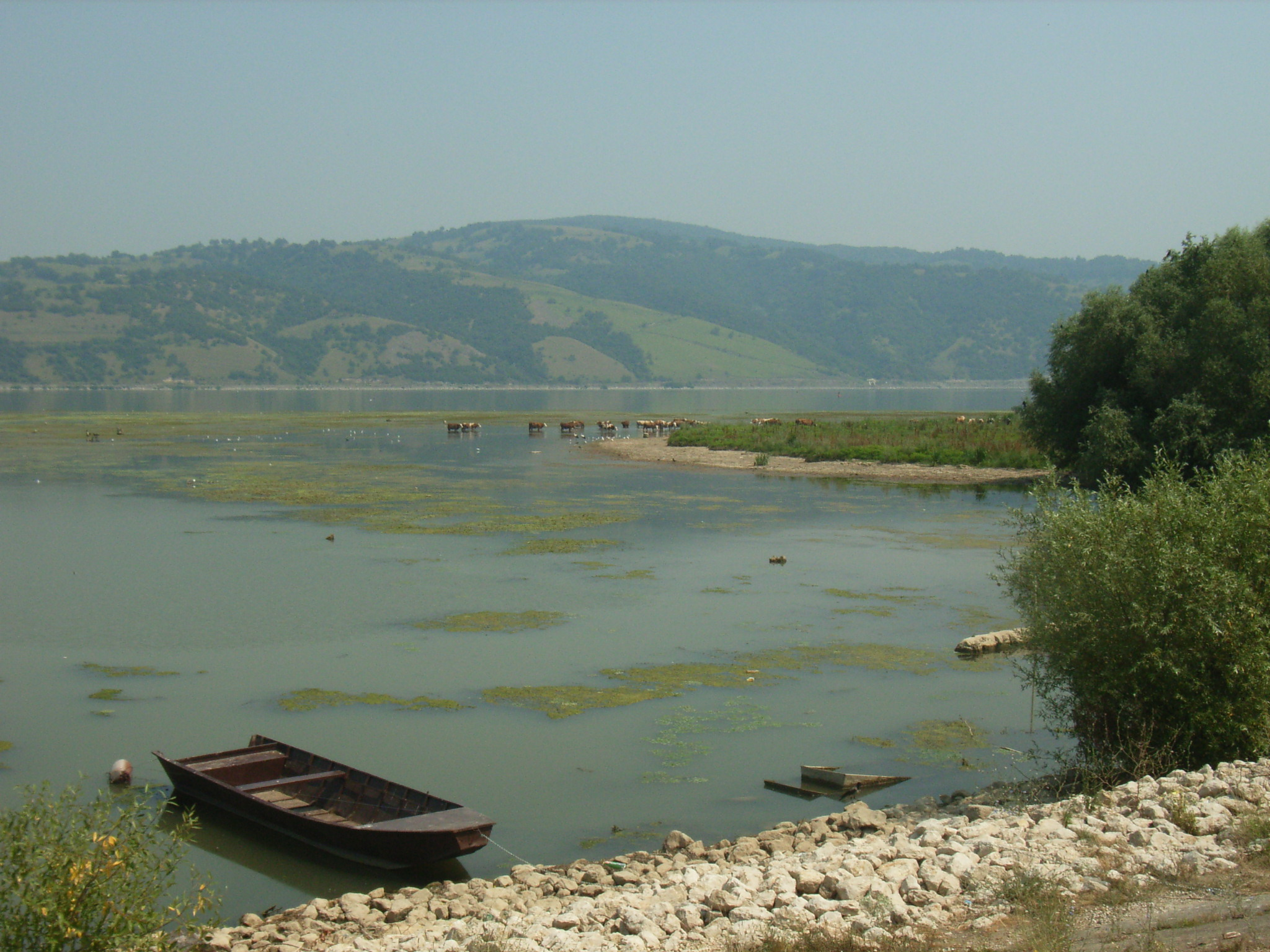
Danubio, nei pressi di Zatonje